# Basedowstraße 9 (Magdeburg)

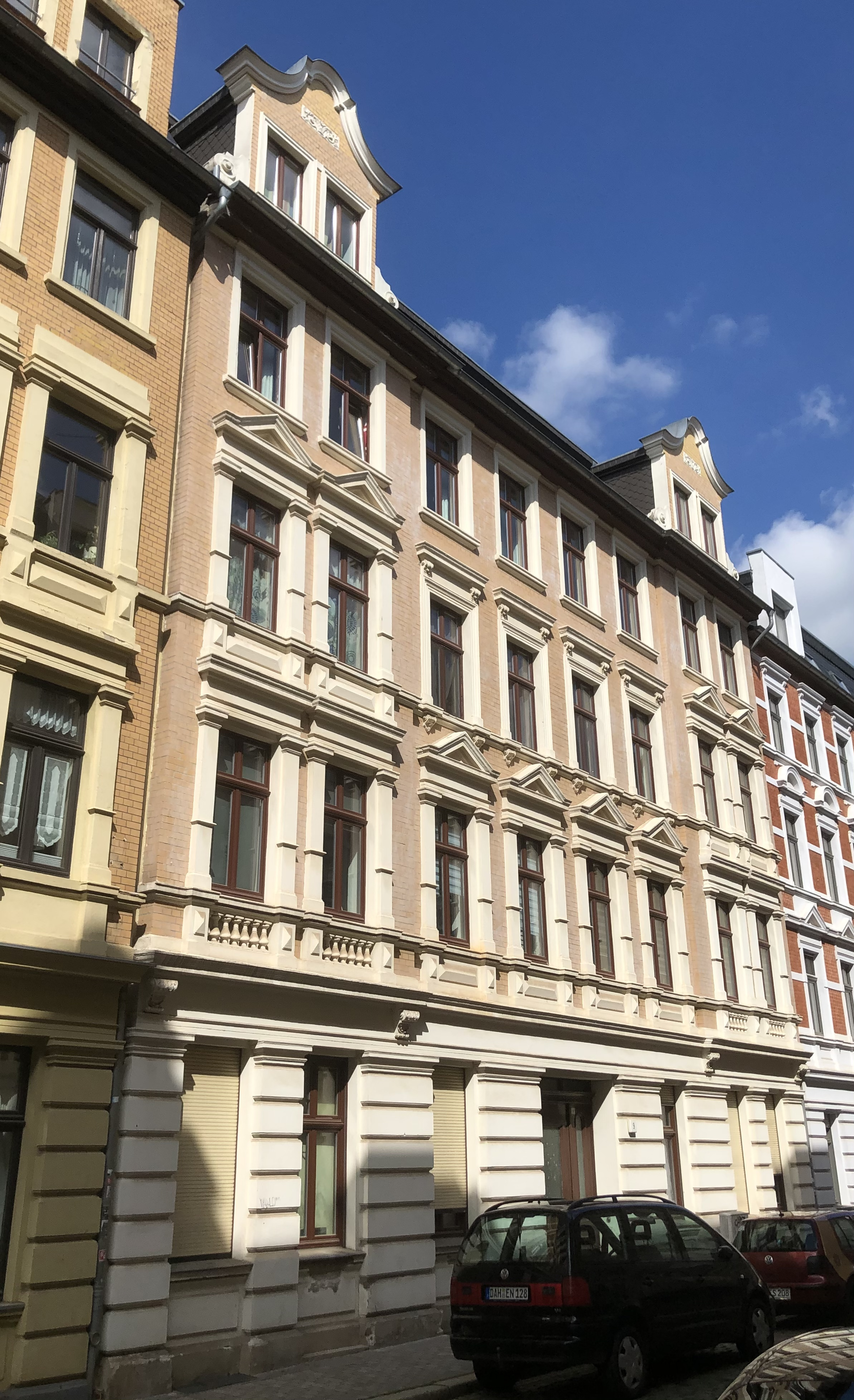
Basedowstraße 9 in Magdeburg, 2021

Das Gebäude Basedowstraße 9 ist ein denkmalgeschütztes Wohnhaus in Magdeburg in Sachsen-Anhalt.

## Lage
Es befindet sich auf der Nordseite der Basedowstraße im Magdeburger Stadtteil Buckau. Unmittelbar westlich grenzt das gleichfalls denkmalgeschützte Haus Basedowstraße 7, östlich die Basedowstraße 11 an. Zugleich gehört es zum Denkmalbereich Basedowstraße.

## Architektur und Geschichte
Der viergeschossige Bau wurde im Jahr 1895 nach einem Entwurf von Bercht errichtet. Die repräsentative achtachsige Fassade des Ziegelbaus ist in Formen der Neorenaissance gestaltet. Das Erdgeschoss ist mit einer Putzquaderung versehen. Die beiden äußeren Achsen treten auf jeder Seite als flacher Seitenrisalit hervor. Sie sind jeweils von einem ebenfalls zweiachsigen Zwerchhaus bekrönt.
Im örtlichen Denkmalverzeichnis ist das Wohnhaus unter der Erfassungsnummer 094 17768 als Baudenkmal verzeichnet.
Das Haus gilt als Teil des gründerzeitlichen Straßenzugs als städtebaulich bedeutsam.